# Ingeborg Sørensen
Ingeborg Sørensen (nacida el 16 de mayo de 1948 en Drammen, Noruega) es una modelo noruega. Fue   Playmate del Mes para la revista Playboy en marzo de 1975. 
Fue Miss Noruega en 1972, y terminó en segundo lugar en la competición Miss Mundo 1972 (la cual fue ganada por la australiana Belinda Green.

## Filmografía
- Lille frk Norge (2003) .... Jurymedlem
- Kramer vs. Kramer (1979) .... Mujer en Partido de Navidad
- "Baretta" - "The Mansion" (1975) .... Chica
- Top of the Heap (1972) .... Enfermera Swenson